# Isidoor Leusen
Isidoor Roger Leusen (* 17. Dezember 1923 in Gent; † 17. Januar 2010) war ein belgischer Physiologe, der als Professor an der Universität Gent tätig war. Er beschäftigte sich insbesondere mit der Regulation verschiedener Körperfunktionen und -systeme und erhielt für seine Forschung unter anderem den  Francqui-Preis.

## Leben
Isidoor Leusen wurde 1923 in Gent geboren und schloss 1948 an der dortigen Universität ein Studium der Medizin mit der Promotion ab. Nachdem er von 1948 bis 1953 an der Universität als wissenschaftlicher Mitarbeiter tätig war, erlangte er dort 1953 mit der Agrégé de l'Enseignement Supérieur auch die mit einer Habilitation vergleichbare Lehrbefähigung.
Anschließend wirkte er an der Universität Gent als Dozent, bevor er 1962 zum ordentlichen Professor sowie Leiter des Labors für normale und pathologische Physiologie berufen wurde. Im Jahr 1964 fungierte er als Präsident der Belgischen Gesellschaft für Physiologie und Pharmakologie, fünf Jahre später übernahm er die Präsidentschaft der Belgischen Gesellschaft für Biologie. Er starb im Jahr 2010.

## Wissenschaftliches Wirken
Isidoor Leusen beschäftigte sich insbesondere mit dem Stoffwechsel des Gehirns sowie der Regulation der Atmung, des kardiovaskulären Systems und anderer vegetativer Körperfunktionen. Mit seinen Untersuchungen zur Rolle der Wasserstoffionenkonzentration im Liquor cerebrospinalis bei der Atmungsregulation bestätigte er unter anderem die grundlegende Richtigkeit der Reaktionstheorie des deutschen Physiologen Hans Winterstein.

## Auszeichnungen
Isidoor Leusen war ab 1962 ordentliches Mitglied der Königlich-Flämischen Akademie von Belgien für Medizin. Im Jahr 1969 erhielt er mit dem Francqui-Preis den wichtigsten belgischen Wissenschaftspreis.